# Якуб-челеби
Якуб-челеби (тур. Yakub Çelebi; ?, Бурса — 15 июня 1389) — сын султана Мурада I, брат султана Баязида I.

## Биография
Якуб-челеби был сыном султана Мурада I и неизвестной наложницы. Турецкий историк Хадиль Иналджик считал старшим сыном Мурада Баязида, американский османист Стэнфорд Шоу полагал, что Якуб был старше Баязида.
В реестрах дворцовых конюшен за 1372 год зафиксировано, что Мурад брал трёх лошадей — одну для себя и двух для Баязида и Якуба — для поездки в Кюстендил. Вероятно, тогда Якуб и Баязид вступили в брак с дочерьми князя Константина Деяновича.
По словам Иналджика, в июне 1387 года в Енишехире Мурад женил Якуба и Баязида на дочерях императора Иоанна V Палеолога, Энтони Олдерсон и Недждет Сакаоглу датировали этот брак 1389 годом.
В 1389 году Мурад с сыновьями Баязидом и Якубом выступил против сербов и их союзников. 15 июня 1389 года в битве на Косовом поле Мурад погиб, подробности его смерти неизвестны. После смерти отца Баязид взял на себя командование, и сербы с союзниками были разбиты. Прямо на поле битвы Баязид был провозглашён султаном. По словам Шоу, Баязида, мать которого была гречанкой, хотели видеть в качестве нового султана христианские вассалы османов, в то время как Якуб имел популярность среди турок. Существует версия, базирующаяся на рассказах ранних османских историков, о том, что, опасаясь конфликта из-за престолонаследования и желая избежать гражданской войны, Баязид первым делом после обретения власти приказал задушить своего брата. Историк Халиль Иналджик считал, что этим рассказам можно верить. Как писал Шараф-хан Бидлиси, Баязид «из государей рода Усмана первым покусился на жизнь брата». По мнению лорда Кинросса, убийством Якуба Баязид ввёл в практику братоубийство, которое прочно укоренилось в истории османской династии.
Тело Якуба вместе с телом отца было доставлено в Бурсу, где и было похоронено.